# Phố Bà Huyện Thanh Quan, Hà Nội
Bà Huyện Thanh Quan là phố trực thuộc phường Điện Biên, quận Ba Đình, Hà Nội, lấy theo tên của một nữ sĩ người Hà Nội. Dài 244m và rộng 10m, phố đi từ đầu đường Điện Biên Phủ cắt ngang phố Chùa Một Cột đến phố Lê Hồng Phong, là một trong những phố ngắn Hà Nội. Trên phố hiện nay có nhiều trụ sở ngoại giao lớn.
Phố vốn thuộc đất Tiền Dinh góc Tây Nam thành cổ thời Nguyễn. Thời Pháp thuộc phố có tên là đường số 83 (voice N083), rồi được đặt tên theo Công sứ Moren (rue Re'sident morel) và đổi tên như hiện nay kể từ năm 1949.

## Nhân vật
Phố được đặt tên theo nữ sĩ Nguyễn Thị Hinh, là một nhà thơ nổi tiếng vào cuối thế kỷ XIX. Tương truyền bà quê ở làng Nghi Tàm, nay thuộc phường Quảng An, quận Tây Hồ. Là con gái nhà nho Nguyễn Lý, chồng bà là người họ Lưu ở làng Nguyệt Ánh, thuộc huyện Thanh Trì, Hà Nội. Ông làm tri huyện Thanh Quan (nay thuộc huyện Đông Hưng, Thái Bình), do vậy mà bà còn có cái tên Bà Huyện Thanh Quan. Bà nổi tiếng hay chữ, được vời vào cung làm Cung trung giáo tập dạt các công chúa và cung phi. Thơ nôm của bà có một số bài đến nay vẫn được truyền tụng như Qua Đèo Ngang, Thăng Long hoài cổ,... Bà là trường hợp khá đặc biệt trong văn học Việt Nam, bà giao thiệp nhiều với các tri thức ở miền Bắc cũng như ở Huế.

## Các công trình nổi bật
- Những cơ quan ngoại giao lớn.